# Hickory 250 1959
Hickory 250 1959 var ett stockcarlopp ingående i Nascar Grand National Series (nuvarande Nascar Cup Series) som kördes 2 maj 1959 på den 0,4 mile (644 meter) långa ovalbanan Hickory Motor Speedway i Hickory i North Carolina. Totalt avverkades 100 miles (160,934 km) fördelat på 250 varv. Banunderlaget var dirt. Loppet vanns av Junior Johnson i en Ford på tiden 1:36.31 körande för Paul Spaulding. Johnsons snitthastighet var 62,165 mph. Han var vid målgång ensam förare på ledarvarvet, två varv före tvåan Joe Weatherly. Prispotten uppgick till 3 735 dollar, varav 800 dollar gick till segraren.

## Resultat
| Plc     | Nr | Förare            | Team/ bilägare    | Konstruktör | Start | Varv | Ledda varv |
| ------- | -- | ----------------- | ----------------- | ----------- | ----- | ---- | ---------- |
| 1       | 11 | Junior Johnson    | Paul Spaulding    | Ford        | 1     | 250  | 38         |
| 2       | 41 | Joe Weatherly     | Doc White         | Ford        | 7     | 248  | 50         |
| 3       | 42 | Lee Petty         | Petty Enterprises | Oldsmobile  | 2     | 247  | 0          |
| 4       | 40 | Ken Rush          | Paul Walton       | Chevrolet   | 3     | 246  | 0          |
| 5       | 6  | Cotton Owens      | W.H. Watson       | Pontiac     | 11    | 246  | 0          |
| 6       | 1  | Speedy Thompson   | Steve Pierce      | Chevrolet   | 17    | 237  | 138        |
| 7       | 64 | Shep Langdon      | Shep Langdon      | Ford        | 9     | 237  | 0          |
| 8       | 74 | L.D. Austin       | L.D. Austin       | Chevrolet   | 16    | 221  | 0          |
| 9       | 38 | Ned Jarrett       | Ned Jarrett       | Chevrolet   | 8     | 220  | 0          |
| 10      | 19 | Herman Beam       | Herman Beam       | Chevrolet   | 20    | 214  | 0          |
| 11      | 81 | Harvey Hege       | Harvey Hege       | Ford        | 15    | 209  | 0          |
| 12      | 22 | Harlan Richardson | Harlan Richardson | Ford        | 12    | 193  | 0          |
| 13      | 7  | Jim Reed          | Jim Reed          | Ford        | 6     | 182  | 0          |
| 14      | 34 | G.C. Spencer      | GC Spencer Racing | Chevrolet   | 4     | 179  | 0          |
| 15      | 87 | Buck Baker        | Buck Baker Racing | Chevrolet   | 18    | 167  | 24         |
| 16      | 96 | Bobby Keck        | Bobby Keck        | Chevrolet   | 14    | 133  | 0          |
| 17      | 39 | Buck Brigance     | i.u.              | Chevrolet   | 19    | 125  | 0          |
| 18      | 45 | Bobby Waddell     | Bobby Waddell     | Pontiac     | 10    | 81   | 0          |
| 19      | 27 | Jimmy Pardue      | Jimmy Pardue      | Plymouth    | 13    | 73   | 0          |
| 20      | 0  | Bunk Moore        | Steve Pierce      | Chevrolet   | 21    | 28   | 0          |
| 21      | 5  | Rex White         | Lund Racing       | Chevrolet   | 5     | 27   | 0          |
| Källor: |    |                   |                   |             |       |      |            |